# (2209) Tianjin
(2209) Tianjin es un asteroide perteneciente al cinturón de asteroides, descubierto el 28 de octubre de 1978  por el equipo del Observatorio de la Montaña Púrpura desde el Observatorio de la Montaña Púrpura, Nankín (China).

## Designación y nombre
Designado provisionalmente como 1978 US1. Fue nombrado Tianjin en homenaje a Tianjin provincia china.